# Лассен, Джин
Джин Элизабет Лассен (англ. Jeane Elizabeth Lassen; род. 26 сентября 1980, Виктория) — канадская тяжелоатлетка, выступавшая в весовых категориях до 69 кг и до 75 кг. Бронзовый призёр чемпионата мира.

## Карьера
В 14 лет Лассен выиграла серебряную медаль в весовой категории до 59 на Зимних играх в Канаде в 1995 году в Гранд-Прери. Рекорд Игр в толчке до сих пор принадлежит Лассен. Она получила премию Роланда Миченера за лидерские качества. Ради того, чтобы квалифицироваться на чемпионат Канады 1995 года и чемпионат мира среди юниоров 1995 года (главное международное соревнование среди юниоров), Лассен пришлось обращаться с иском в суд. Лассен участвовала в шести чемпионатах мира по тяжелой атлетике среди юниоров (1995—2000), трижды выиграв серебряную медаль (1997, 1998). Лассен становилась призёром университетского чемпионата мира 15 раз.
На чемпионате мира 1998 году Лассен стала восьмой в весовой категории до 75 килограммов с результатом 205 кг. В следующем году она улучшила свой результат до 215 кг, но стала лишь шестнадцатой. На чемпионате мира 2003 года в Ванкувере она выступала в весовой категории до 69 килограммов, но стала лишь 19-й с результатом 195 кг.
В 2006 году Лассен участвовала на чемпионате мира по тяжелой атлетике 2006 года в Санто-Доминго и выиграл бронзовую медаль в сумме и серебряную медаль в толчке. Она подняла в рывке 102 кг и в толчке ещё 136 кг. Она стала первой канадкой за 17 лет, выигравшей медаль в сумме двух упражнений. На чемпионате мира по тяжелой атлетике 2007 года она заняла шестое место, а также стала победительницей на Панамериканском чемпионате 2008 года, подняв в общей сложности 237 кг.
На летних Олимпийских играх 2008 года Лассен сумела поднять 240 килограммов, что хватило ей для того, чтобы стать восьмой в весовой категории до 75 килограммов. Когда МОК перепроверил допинг-пробы, ряд участников дисквалифицировали, из-за чего Лассен поднялась на 5-е место.
Лассен участвовала на чемпионате мира 2011 года в весовой категории до 75 килограммов, где стала 14-й.
Лассен была включена в Зал спортивной славы Юкона в 2018 году. Лассен была членом сборной Канады в качестве наставника спортсменов на зимних Олимпийских играх 2018 года в Пхенчхане.

## Вне спорта
Лассен имеет степень бакалавра в Макгиллском университете по специальности «Английский язык в качестве второго», а также она закончила колледж Камосун, где изучала спортивное мастерство.
Она является бывшим членом Исполнительного совета канадской организации спортсменов AthletesCAN и Комиссии по развитию и образованию Международной федерации тяжелой атлетики, а в настоящее время является представителем спортсменов в Спортивном комитете Канады.
Лассен официально объявила 18 февраля 2016 года о своем намерении баллотироваться от Либеральной партии Юкона в своём избирательном округе Тахини-Коппер Кинг на выборах в Юконе в 2016 году. Она потерпела поражение от демократа Кейт Уайт.